# 盧布林地區亞努夫

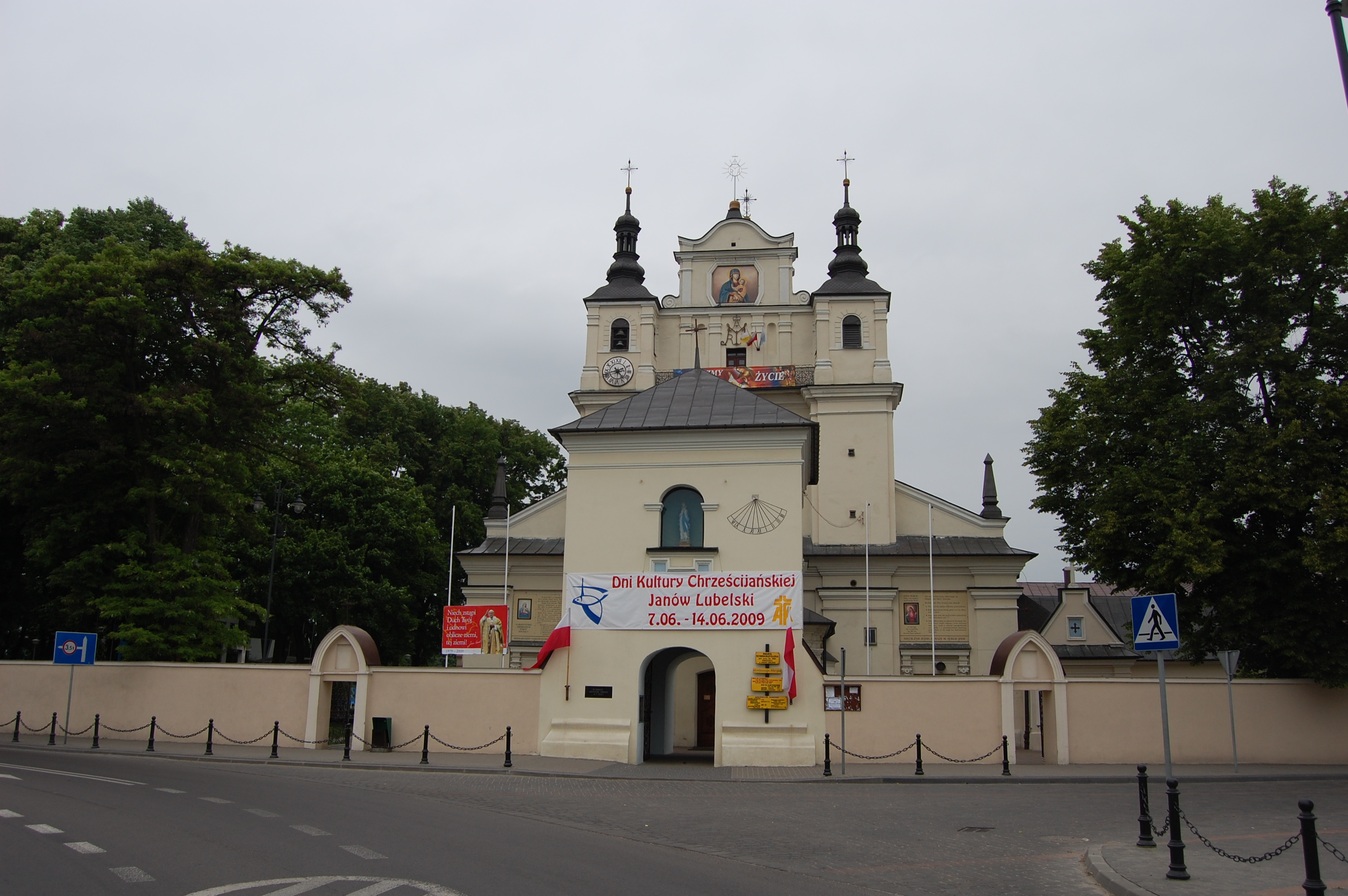

盧布林地區亞努夫是波蘭的城鎮，位於該國東南部，距離盧布林70公里，由盧布林省負責管轄，面積14.84平方公里，海拔高度210米，2006年人口11,938。
50°43′N 22°25′E / 50.717°N 22.417°E